# Chinchón
Chinchón est une commune d'Espagne, dans la communauté de Madrid.
Située à 50 km au sud-est de la ville de Madrid, la commune couvre une superficie de 115,91 km2. En 2022, elle comptait 5 658 habitants. Son centre historique, avec une remarquable place principale, a été déclaré site du patrimoine historique en 1974. La ville est classée parmi les Pueblos Más Bonitos de España (les plus belles villes d'Espagne).

## Histoire
Les premiers vestiges préhistoriques datant du néolithique, Chinchón est une petite ville agricole pendant la domination romane.
Dans la période de Al-Andalus, depuis le VIIIe siècle, Chinchón appartenait au royaume musulman de Tolède.
Trois siècles plus tard, en 1064, la ville a été conquise par Ferdinand Ier el Magno et reconquise en 1083 par Alphonse VI. La ville est alors restée liée au Conseil de Segovia, dans le royaume chrétien de Castille.

### De Dominion à Capitale de Comté
En 1480, elle fut concédée comme Dominion aux marquis de Moya, Andrés de Cabrera et Beatriz de Bobadilla, étroitement liés aux monarques Isabelle et Ferdinand. Ils construisirent un château et un palais, où ils furent visités à plusieurs reprises par la famille royale, ce qui attira une cour et stimula le développement de la ville.
En 1520, lors de la Révolte des Comuneros, le Dominion fut transformé en Comté, ce qui porta Chinchón à un niveau de développement plus élevé grâce aux investissements réalisés par la noblesse. La plupart des plus grandes constructions que nous voyons aujourd’hui ont été construites au cours des cent premières années après cette date.
En 1629, les comtes furent nommés Vice-rois du Pérou, ce qui attira une cour plus nombreuse à Chinchón. De nombreux noms italiens et flamands encore présents dans la population, comme Dusmet ou del Nero, remontent à cette période. Durant leur vice-royauté, un remède contre le paludisme fut découvert au Pérou (où le paludisme n'était pas endémique), la quinine. Il s'agissait d'un extrait de l'écorce d'un arbre, nommé Chinchona par Linné en l'honneur de la comtesse, qui l'aurait essayé sur elle-même pour se remettre de la maladie.
En 1706, le comté fut directement impliqué dans la guerre de Succession d'Espagne. Le roi Philippe V, père du comte, a visité la ville en séjournant dans la maison aujourd'hui appelée Casa de la Cadena (Maison de la Chaîne) en face du Parador — la chaîne est un signe traditionnel marquant les maisons où un roi a séjourné. La population s'est rassemblée sur la place principale et a acclamé le roi, lui déclarant sa pleine allégeance. Cinq mois plus tard, le camp adverse a pris d'assaut et pillé la ville, rencontrant une forte résistance. En fin de compte, Philippe V fut le vainqueur de cette guerre et remercia Chinchón en établissant sa devise Le Très Noble et Très Loyal ainsi qu'en facilitant les investissements pour la reconstruction.

### La décadence et les guerres napoléoniennes

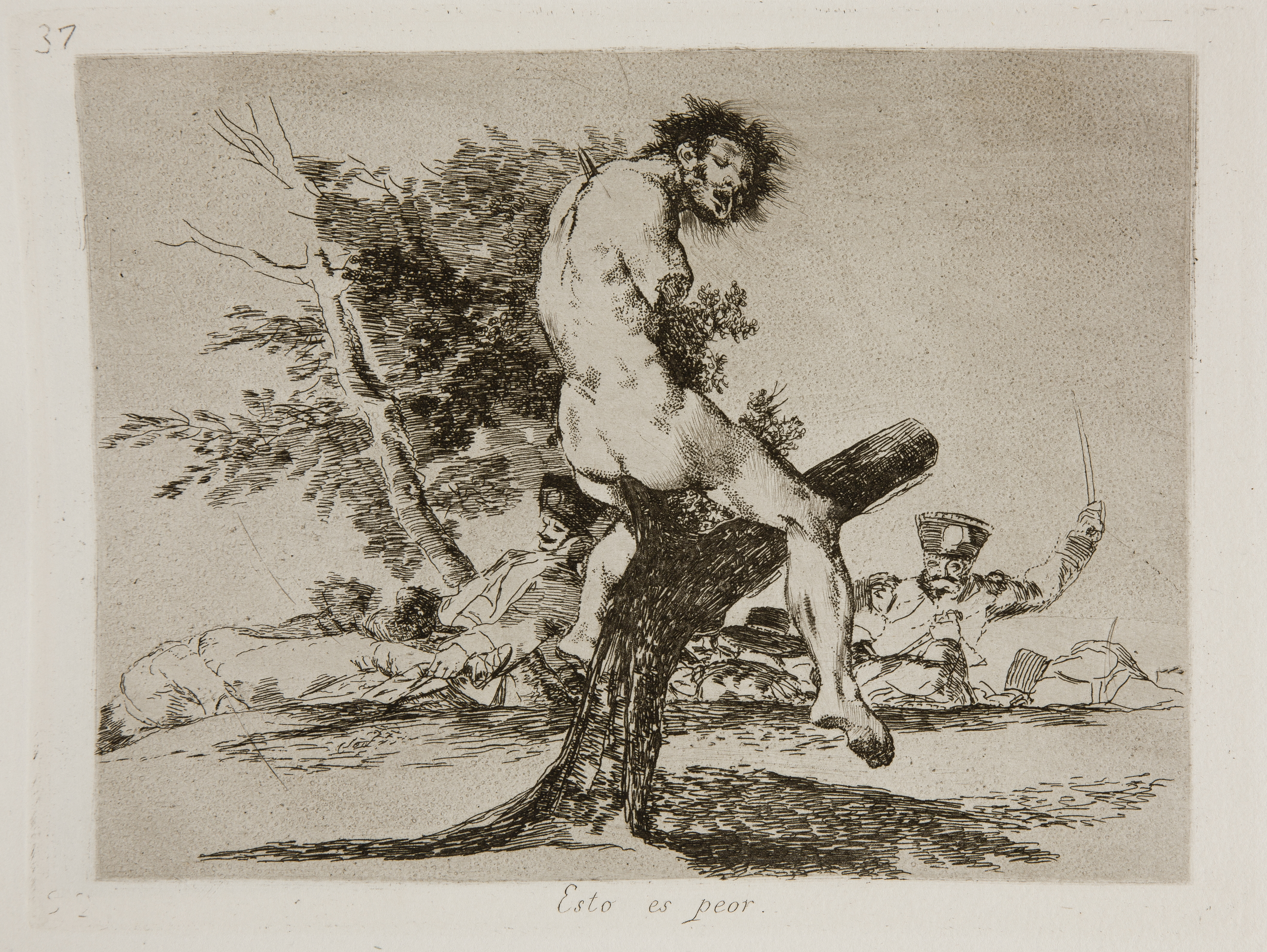
Esto es peor, gravure de Francisco de Goya.

En 1808, la ville fut à nouveau prise d'assaut et pillée, cette fois par les troupes napoléoniennes pendant la guerre d'indépendance espagnole. Le peintre Francisco de Goya est témoin, lorsqu'il restait fréquemment chez son frère Camilo, aumônier des comtes. Il transpose un scène de ce qu'il a vu dans l'estampe Esto es peor de la série des Désastres de la guerre.
L'église paroissiale fut détruite, laissant l'espace vide à côté de sa tour, qui existe encore aujourd'hui. Le palais a été en grande partie détruit, à l'exception de l'église, qui fait actuellement office d'église paroissiale - le théâtre se trouve désormais sur une partie du terrain du palais. Le château fut gravement endommagé, perdant son premier étage, comme on peut le voir aujourd'hui. Les comtes s'étaient déjà désintéressés de Chinchón avant la guerre, s'étant déplacés vers leurs autres domaines de Boadilla del Monte, et cette destruction semblait fatale pour l'avenir de la ville, sans aucun investissement réalisé par la noblesse pendant plusieurs décennies..

### Reconstruction par la société civile

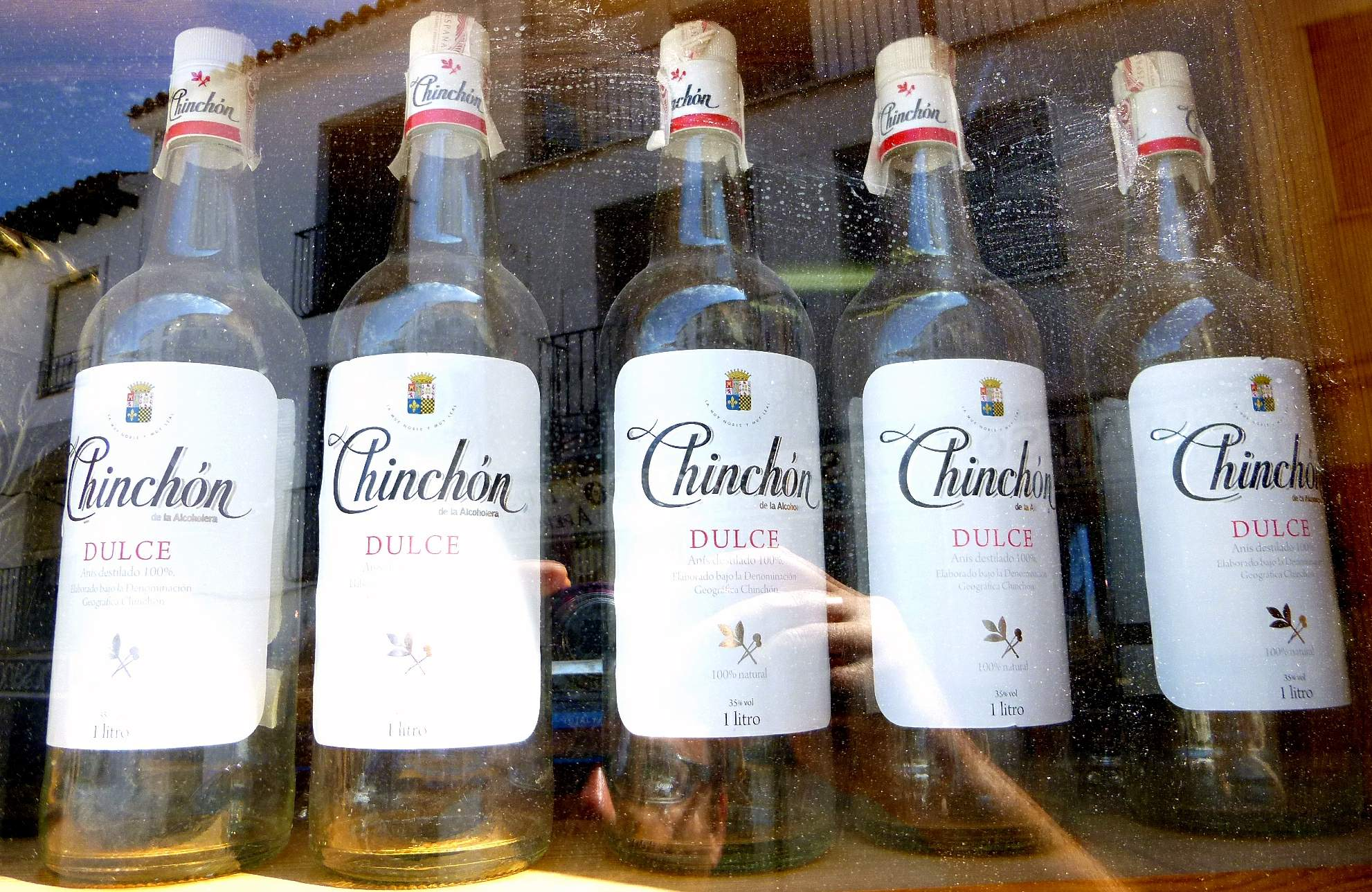
Bouteilles de Chinchón

Un nouveau développement s'est produit en 1845, lorsque tous les producteurs de vin, de vinaigre et d'alcool de la municipalité ont créé une société appelée Sociedad de Cosecheros. Cette entité coopérative a connu du succès en tant qu'entreprise, remportant respectivement un diplôme d'honneur et une médaille d'or à l'Exposition Universelle de Paris 1889 et 1900, et devenant les fournisseurs royaux de la reine régente Maria Cristina.
À cette époque, le nom de Chinchón est devenu très connu grâce au chinchon une boisson alcoolisée anisée bénéficiant d'une Indication Géographique Protégée.
La société s'est engagée dans une série de travaux publics qui ont ramené le développement et la culture, cette fois sur la base d'activités productives et gérées par la société civile. Ils ont créé des infrastructures pour l'eau, construit des fontaines pour les agriculteurs, mais aussi des aires de pique-nique. Ils introduisirent l'éclairage public, l'assainissement et contribuèrent au financement du chemin de fer vers Madrid, qui fut en service jusque dans les années 1960. Au-delà des travaux d'infrastructure, les travaux majeurs de la société comprenaient la restauration de la place principale, l'achèvement de certains bâtiments et lui donnant la fonction formelle d'arène, ainsi que la construction du théâtre sur le terrain de l'ancien palais. Cela apporta une nouvelle prospérité à la ville, qui en 1916 fut déclarée cité par le roi Alphonse XIII sur la base de son développement agricole, industriel et culturel.
En 1974, Chinchón a été déclaré site du patrimoine avec des réglementations de conservation axées sur l'utilisation de matériaux et de méthodes de construction originales ou traditionnelles pour chaque construction située dans son périmètre, ainsi que sur la protection des bâtiments principaux. Actuellement, la ville est classée parmi les Pueblos Más Bonitos de España (les plus belles villes d'Espagne), étant la seule ville de la Communauté de Madrid à figurer sur cette liste

## Chinchón et le cinéma
Dans les années 1950, Chinchón a commencé à attirer les cinéastes et, depuis 2023, l'Internet Movie Database répertorie 38 longs métrages mentionnant Chinchón comme lieu de tournage.

### Les débuts: Michael Anderson, Nicholas Ray, Henry Hathaway
Une première production majeure fut le film franco-espagnol La belle de Cadix de 1953, où la ville castillane était dépeinte comme un village andalou.
Deux ans plus tard, dans Le Tour du monde en quatre-vingts jours de Michael Anderson, la ville était le lieu de la partie mexicaine du voyage, avec une scène de corrida comique se déroulant sur sa place principale, mettant en vedette Cantinflas dans le rôle d'un matador improbable, et la plupart de la population de Chinchón comme public.
En 1961, une foule de 7 000 figurants locaux fut recrutée à Chinchón — et dans les villages voisins — pour la scène du Sermon sur la montagne dans la production de Samuel Bronston du Le Roi des rois, réalisé par Nicholas Ray, tourné sur les collines rocheuses autour de la ville castillane.
Dans Circus World - Le Plus Grand Cirque du monde (1963) de Henry Hathaway, les scènes du Far West ont été tournées à Chinchón, tandis que les scènes européennes ont été tournées dans la ville voisine d'Aranjuez, ainsi qu'à Madrid et Barcelone.

### Orson Welles
Orson Welles est arrivé à Chinchón en 1964 pour filmer plusieurs scènes de Chimes at Midnight (Falstaff). Il louait une maison et vivait dans la petite ville pendant de longues périodes, de 1964 à 1970. En 1966 il commence le tournage de The Immortal Story à Chinchon, qu'il combine avec Pedraza pour incarner le vieux Macao, un lieu asiatique qui ressemble beaucoup aux villes du sud de l'Europe, compte tenu de son origine portugaise.

### Cinéma espagnol
Les cinéastes espagnols ont également choisi cette ville pour une longue liste de titres, parmi lesquels Deprisa deprisa de Carlos Saura, Matador de Pedro Almodovar ou Lettre à Franco d'Alejandro Amenabar.

### Wes Anderson
En mai 2021, il a été annoncé que Wes Anderson avait commencé à construire un immense diorama se déroulant à Chinchón et qu'une grande équipe (Jason Schwartzman, Scarlett Johansson, Tom Hanks, Jeffrey Wright, Tilda Swinton, Adrien Brody, Steve Carell, Matt Dillon, Willem Dafoe, Margot Robbie, et beaucoup d'autres) passerait plusieurs mois dans la ville espagnole pour produire son prochain film, Asteroid City. Sorti en 2023, le film est présenté au festival de Cannes 2023.

## Monuments

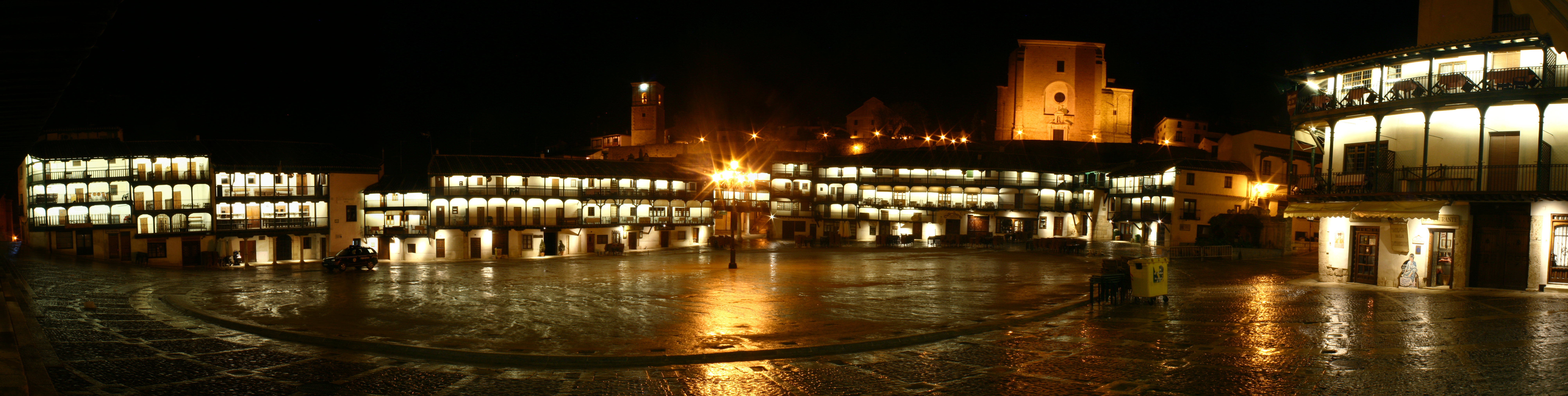
Plaza Mayor de Chinchón, la nuit.

### Plaza Mayor

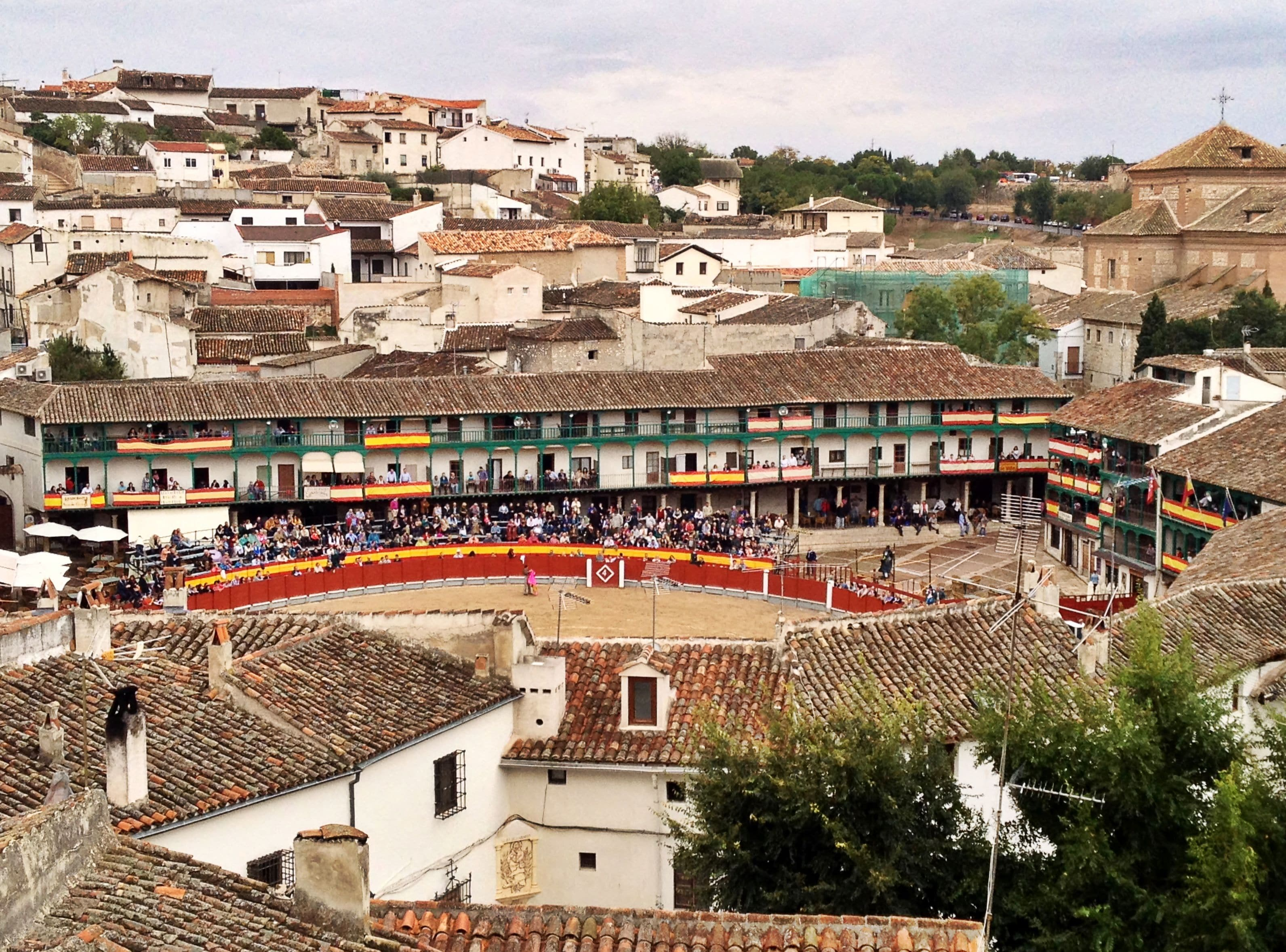
Plaza Mayor de Chinchón

La Plaza Mayor de Chinchón est un exemple d'architecture populaire. Les premières maisons à arcades et balcons furent construites au XVe siècle, et elle fut complètement fermée au XVIIe siècle. Elle a une forme irrégulière en plan avec une structure simple et ordonnée en élévation. Les bâtiments comportent trois étages, avec des galeries à linteaux et 234 balcons en bois appelés claros, soutenus par des piliers verticaux en bois.
Depuis sa construction, la place a accueilli de nombreuses activités : fêtes royales, proclamations, théâtre (corral de comedias), jeux, corridas, exécutions, autos sacramentales, événements religieux, politiques et militaires, en plus de servir de décor de cinéma.

### Église Notre-Dame de l'Assomption

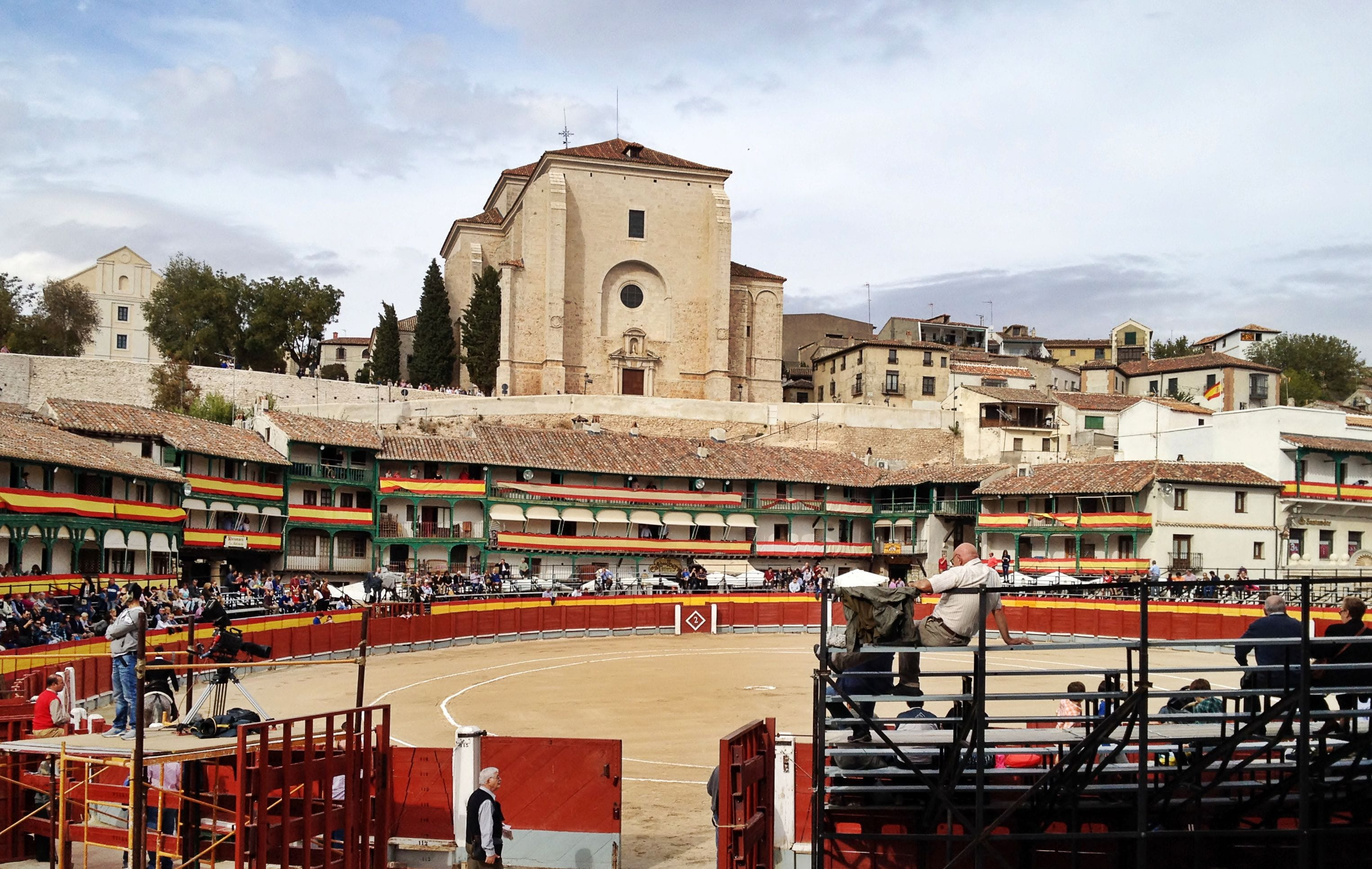
L'église qui surplombe la Plaza Mayor

Sa construction a commencé en 1534 comme une chapelle attachée au palais comtal avec un projet d'architecture gothique, par Alonso de Covarrubias, et elle a été achevée en 1626, après un arrêt de quarante-huit ans dans les travaux.
L'église actuelle combine les styles gothique, plateresque, Renaissance et baroque. Il convient de souligner, au centre du retable principal, le magnifique tableau de l'Assomption de la Vierge peint vers 1812 par la main de Francisco de Goya, commandé par son frère Camilo, aumônier des comtes.

### Couvent de San Agustín

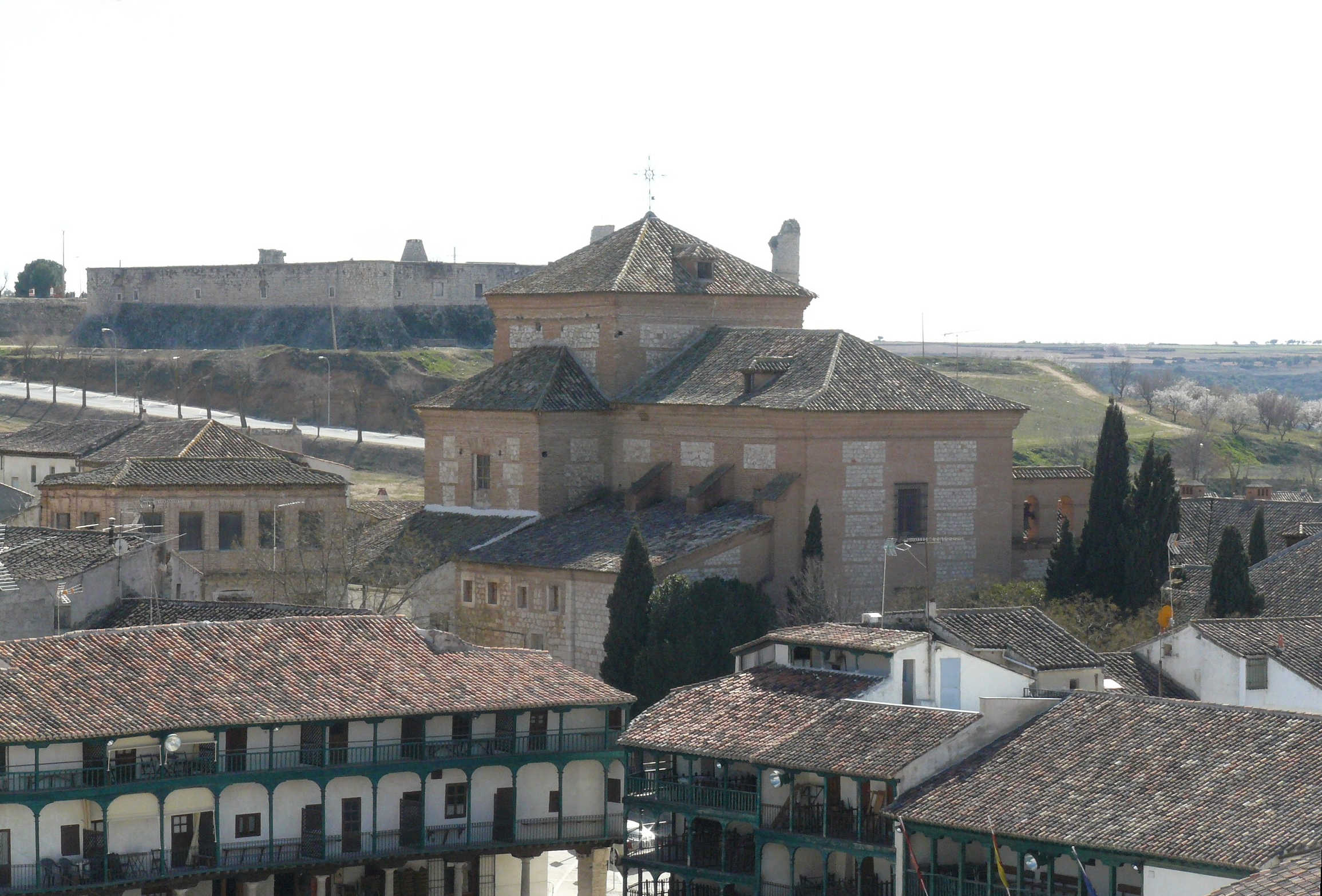
L’église du couvent de Saint Augustin, aujourd’hui le Parador

Il abrite actuellement le Parador de Chinchón, après avoir été reconstruit et restauré par l'architecte Juan de Palazuelo en 1982 et après avoir été offert par la mairie de Chinchón à l'État. Le premier couvent des Augustins fut fondé à la fin du XVe siècle par Andrés de Cabrera et Beatriz de Bobadilla. L'actuelle fut construite vers 1626. Pendant la guerre de Succession, l'archiduc Charles d'Autriche y séjourna. Aux XVIIIe et XIXe siècles, c'était un centre de formation humaniste où l'on enseignait la théologie, la grammaire et le latin. Après la confiscation de Mendizábal, en 1842, il devint tribunal et prison du district judiciaire. Au XXe siècle, les tribunaux de district et d'instruction ont été créés. Ses dépendances constituent aujourd'hui le Parador et, dans le cas de l'église, l'ermitage de Nuestra Señora del Rosario.

## Jumelages
Châteauneuf-du-Faou (France)